# Nicolas Chalvin
Pour les articles homonymes, voir Chalvin.
Nicolas Chalvin est un chef d'orchestre et un hautboïste français.

## Parcours
Après des études musicales au Conservatoire national supérieur de musique et de danse de Lyon, il est successivement Hautbois-Solo à l’Orchestre national de Lyon et à l’Orchestre philharmonique du Luxembourg. Il mène une brillante carrière de chambriste et de musicien d’orchestre, avant de se consacrer pleinement à la direction d’orchestre.
Passionné de direction d’orchestre et d’opéra, c’est sur les plus vifs encouragements d’Armin Jordan, dont il fut l’assistant, et de Franz Welser-Möst, que sa carrière de chef d’orchestre débute en 2001 avec Lucio Silla de Mozart à Lausanne et à Caen.
Depuis, parallèlement à son activité dans le domaine lyrique (cf ci-dessous)  Nicolas Chalvin se produit en concert à la tête de prestigieux orchestres dans un répertoire qui s’étend des premiers classiques (Mozart, Haydn) aux dernières œuvres contemporaines. Il est invité notamment par l’Orchestre de chambre de Lausanne, l’Orchestre philharmonique de Strasbourg, l’Ensemble de Basse-Normandie, l’Orchestre Symphonique du Rhin Mulhouse, l’Orchestre d’Auvergne, l’Orchestre de Bretagne, l’Orchestre de l’Opéra de Nancy et de Lorraine, l’orchestre national de Lyon, l’Orchestre philharmonique du Luxembourg, l'Orchestre symphonique du Portugal ou l’Orchestre philharmonique de Wurtemberg. 
Depuis septembre 2009, il est directeur musical de l'Orchestre des Pays de Savoie.

## Un travail de direction et le développement d'un orchestre de chambre
Le travail mené avec l'Orchestre des Pays de Savoie est une étape nouvelle au sein de sa carrière. Directeur musical permanent, il entreprend le développement de cette formation de type Haydn. Avec des collaborations qui permettent aussi d'élargir la formation lors de certains programmes (notamment avec L'orchestre de Chambre de Genève), il développe le répertoire, de nouvelles collaboration d'artistes et favorise de nouvelles créations ou commandes pour l'orchestre, une institution par ailleurs très actives dans le domaine de la médiation et de la transmission culturelle. En 2011, deux nouvelles parutions discographiques et une tournée en Russie sont représentatives du nouveau dynamisme de l'orchestre.

## Des collaborations autour de nouvelles créations
L'Orchestre des Pays de Savoie est l'occasion de nouvelles créations à la scène et au disque. Néanmoins la défense d'œuvres nouvelles ou inédites  lyriques est une marque de son parcours. Il dirige notamment une nouvelle production de Niobé et Médée de Pascal Dusapin ou Julie de Philippe Boesmans. Au disque, il livre les premiers enregistrements de l’opéra Sophie Arnould de Gabriel Pierné (Orchestre philharmonique du Luxembourg, label Timpani nommé aux BBC Awards 2008 ou Aucassin et Nicolette de Paul Le Flem avec les Chœurs et solistes de Lyon-Bernard Tétu et l'Orchestre des Pays de Savoie (label Timpani, 2011).

## Une activité dans le domaine lyrique
Après ses débuts à Lausanne (Lucio Silla) suivront immédiatement des engagements à l’Opéra de Lausanne, pour Véronique de Messager et à l’Opernhaus de Zurich pour le ballet La Belle Vie puis l’année suivante Daphnis et Chloé de Ravel, dans des chorégraphies de Heinz Spoerli.
Depuis, Nicolas Chalvin s’est produit dans de nombreuses maisons d’opéra, dirigeant des ouvrages qui témoignent d’une grande curiosité et qui sont autant d’occasions de travailler avec les plus grands metteurs en scène tels Matthew Jocelyn, Alain Garichot, Stephan Grögler, Omar Porras, Jérôme Savary, Daniel Slater, Jean-Louis Martinoty, Patrice Caurier et Moshe Leiser : Don Pasquale de Donizetti, Orphée de Gluck, Reigen de Boesmans, La Vie Parisienne d’Offenbach, Carmen de Bizet à l’Opéra de Lausanne, Le Nez de Chostakovitch, The Rake’s Progress de Stravinsky à Nantes-Angers Opéra, Maria-Stuarda, l’Elisir d’Amore, Don Pasquale de Donizetti, L’Italiana in Algeri de Rossini, Le Songe d’une Nuit d’été de Britten et Eugène Onéguine de Tchaïkovski au Théâtre de Caen, Véronique de Messager à Nancy et Rouen, Dolorès de Jolivet et Rita de Donizetti à Rennes, Cosi fan tutte de Mozart au Grand Théâtre de Genève, Les Troyens de Berlioz au Tiroler Landestheater d’Innsbruck.
Très attaché aux collaborations avec les artistes lyrique, il accorde aussi une importance  à la programmation de concerts qui intègrent des pièces lyriques en récital, au sein de la saison de l'Orchestre des Pays de Savoie mais également en dirigeant régulièrement des concerts tels que le concert final du concours d'art lyrique de Clermont Ferrand.

## Discographie
- Gabriel Pierné : Sophie Arnould avec l'Orchestre philharmonique du Luxembourg (Label Timpani)
- Camille Saint-Saëns, Symphonie n°2, Suite op.49, Concerto pour violoncelle n° 2, Jérome Pernoo, violoncelle, Orchestre de Bretagne, dir.Nicolas Chalvin. CD Timpani 2006
- Paul Le Flem : Aucassin et Nicolette avec l'Orchestre des Pays de Savoie et les Chœurs et solistes de Lyon-Bernard Tétu (Label Timpani 2011)